# Māris Grīnblats
Māris Grīnblats (ur. 5 stycznia 1955 w Kuldydze, zm. 14 marca 2021) – łotewski polityk i nauczyciel, w latach 1995–1997 minister oświaty, poseł na Sejm pięciu kadencji. Były przewodniczący partii TB/LNNK (1997–2002) i lider jej frakcji poselskiej (2002–2010).

## Życiorys
Po ukończeniu szkoły średniej w rodzinnej Kuldydze studiował na wydziale historii i filozofii Uniwersytetu Łotwy w Rydze, który ukończył w 1982 jako magister filozofii. Pracował zawodowo jako nauczyciel.
W latach 1990–1993 był delegatem na niepodległościowy i antykomunistyczny Kongres Obywateli, pełnił funkcję wiceprzewodniczącego i przewodniczącego tej organizacji. Należał do ugrupowania Dla Ojczyzny i Wolności (TB), któremu przewodniczył przez cały okres jego działalności (do 1997). W wyborach w 1993 uzyskał po raz pierwszy mandat posła na Sejm V kadencji z ramienia TB. Był przewodniczącym klubu poselskiego TB (1993–1995). Od grudnia 1995 do lutego 1997 pełnił funkcję ministra oświaty i nauki w rządzie Andrisa Šķēlego. Był wybierany w skład kolejnych Sejmów: w latach 1995 (z ramienia TB), 1998, 2002 i 2006 (z ramienia TB/LNNK). Od 1997 do 2002 był pierwszym przewodniczącym partii TB/LNNK. W VIII i IX kadencji Sejmu przewodniczył klubowi poselskiemu TB/LNNK (2002–2010), a następnie również frakcji Zjednoczenie Narodowe „Wszystko dla Łotwy!” – TB/LNNK. W wyborach w 2010 nie uzyskał reelekcji.
Był prezesem fundacji „Tēvzeme”. Po odejściu z parlamentu pozostał aktywnym politykiem jako doradca frakcji narodowców.